# Bookerly
Bookerly — це гарнітура із засічками, розроблена Dalton Maag для елнктронних книг Kindle і програм від Amazon . У поєднанні з новим механізмом верстки, Amazon стверджує, що шрифт допомагає користувачеві «читати швидше з меншим напруженням очей». Шрифт містить лігатури та кернінгові пари.
Bookerly замінив Caecilia як типовий шрифт для Kindle Paperwhite 2015 (3-го покоління), і він використовувався як типовий шрифт у наступних електронних книгах Amazon. Шрифт Bookerly було додано до багатьох старих пристроїв Kindle через оновлення прошивки, а також доступний на сайті розробників Amazon.

## Дивіться також
- Athelas
- Literata
- New York (гарнітура)